# Alberto Rojas Ríos
Alberto Rojas Ríos (Pereira, 14 de julio de 1953) es un jurista y político colombiano que sirve como magistrado y Presidente de la Corte Constitucional de Colombia hasta el 5 de febrero de 2021.

## Estudios
Máster en Derechos Humanos, Democracia y Justicia Internacional del Institut de Drets Humans en la Universidad de Valencia, España (2011-2012), y candidato a Doctor de la misma universidad.
Con estudios en Derecho Constitucional del Colegio Mayor de Nuestra Señora del Rosario (2009), en Derecho Administrativo de la Universidad Santo Tomás de Aquino (1989), y en Derecho Procesal de la Universidad del Rosario (1983-1984), y Abogado en la Universidad Externado de Colombia (1977-1981).

## Trayectoria
Docente Titular de Derecho Procesal Civil y Garantía Constitucionales en la Universidad Externado de Colombia, Universidad Nacional de Colombia, Universidad de los Andes y Colegio Mayor Nuestra Señora del Rosario. Es miembro del Instituto Colombiano e Iberoamericano de Derecho Procesal, miembro electo de la Academia Colombiana de Jurisprudencia, y conjuez de la Corte Constitucional.
Se desempeñó como procurador y viceprocurador general encargado de la Nación y procurador delegado para asuntos civiles. Fue asesor jurídico de la mesa directiva y de la presidencia de la Cámara de Representantes, consultor y asesor de Naciones Unidas, Alcaldía Mayor de Bogotá, Ecopetrol, entre otras. Miembro del grupo de abogados que contrató el Ministerio de Justicia para redactar una reforma al estatuto de registro inmobiliario en 1993.
En sus más de 25 años como docente e investigador ha publicado los siguientes títulos: Código de Procedimiento Civil (1990), Manual de la Procuraduría Delegada para Asuntos Civiles (2006), Ministerio Público en el Estado Social de Derecho (2006), Amenaza de Desastres – Construcciones Palafíticas Sobre Bienes de Uso Público (2008).
Como Magistrado de la Corte Constitucional de Colombia dio su voto a favor en el controvertido tema de la despenalización total del aborto inducido hasta la semana 24 de gestación (2022).

## Publicaciones
- Manual de Conciliación (2005)
- El Ministerio Público y los fines del Estado Social de Derecho (2006)
- Manual de la Procuraduría Delegada para los asuntos Civiles (2006)
- Memoria de una conmemoración (2007)
- El Galeón San José (2008)
- El Mar, Riesgos y Desafíos (2008)
- El poder de las minorías en la Corte Constitucional de Colombia (2023)